# Campionato Italiano Velocità Montagna 2011
Il Campionato Italiano Velocità Montagna 2011 si è svolto tra il 1º maggio e il 25 settembre 2011 su dodici tappe disputatesi in dieci regioni diverse e vi hanno partecipato 89 piloti.
Tutte le manifestazioni si sono disputate su due manches, eccetto la Trento-Bondone e la Coppa Bruno Carotti in cui se ne è effettuata soltanto una vista la considerevole lunghezza del percorso di gara.
Il pilota toscano Simone Faggioli, al volante dell'Osella FA30 motorizzata Zytek si laureò campione nazionale per la settima volta battendo il trentino Christian Merli su Picchio P4/E2 (che vinse nel gruppo E2/B) e il corregionale Franco Cinelli, già campione nel 2001, su Lola B99/50-Zytek. Il pilota di Alghero Omar Magliona si impose invece per il secondo anno di seguito nel gruppo CN con la sua Osella PA21S spinta dal propulsore Honda.
Leo Isolani e la sua Ferrari 575 GTC conquistarono il gruppo GT mentre Fulvio Giuliani fece suo l'affollato e spettacolare gruppo E1-Italia alla guida di una Lancia Delta HF Integrale Evo prototipo e Piergiorgio Bedini primeggiò nel gruppo E1-Superstars con l'Audi RS6. Il Gruppo A venne conquistato da Rudi Bicciato al volante della solita Mitsubishi Lancer Evo VI.
Tra le vetture più vicine alla produzione di serie in Gruppo N ancora una vittoria per Lino Vardanega su Mitsubishi Lancer Evo X e nella categoria Racing start trionfò Paolo Mancini su Renault Clio RS.

## Calendario prove
| Tappa | Data         | Corsa                                          | Sede                            | Vincitore                               |
| ----- | ------------ | ---------------------------------------------- | ------------------------------- | --------------------------------------- |
| 1     | 1º maggio    | 39ª Pieve Santo Stefano-Passo dello Spino      | Pieve Santo Stefano Toscana     | Christian Merli - Picchio P4            |
| 2     | 15 maggio    | 54ª Cronoscalata Monte Erice                   | Valderice Sicilia               | Simone Faggioli - Osella FA30-Zytek     |
| 3     | 22 maggio    | 57ª Coppa Nissena                              | Caltanissetta Sicilia           | Simone Faggioli - Osella FA30-Zytek     |
| 4     | 5 giugno     | 42ª Verzegnis Sella-Chianzutan                 | Verzegnis Friuli-Venezia Giulia | Simone Faggioli - Osella FA30-Zytek     |
| 5     | 19 giugno    | 50ª Coppa Paolino Teodori                      | Ascoli Piceno Marche            | Simone Faggioli - Osella FA30-Zytek     |
| 6     | 3 luglio     | 61ª Trento-Bondone                             | Trento Trentino-Alto Adige      | Simone Faggioli - Osella FA30-Zytek     |
| 7     | 10 luglio    | 50ª Rieti-Terminillo (48ª Coppa Bruno Carotti) | Rieti Lazio                     | Marco Iacoangeli - BMW 320i             |
| 8     | 24 luglio    | 54ª Coppa Selva di Fasano                      | Fasano Puglia                   | Simone Faggioli - Osella FA30-Zytek     |
| 9     | 7 agosto     | 25ª Salita della Sila                          | Celico Calabria                 | Luigi Bruccoleri - Osella PA27          |
| 10    | 21 agosto    | 46° Trofeo Luigi Fagioli                       | Gubbio Umbria                   | Simone Faggioli - Osella FA30-Zytek     |
| 11    | 4 settembre  | 33ª Caprino-Spiazzi                            | Caprino Veronese Veneto         | Christian Merli - Picchio P4            |
| 12    | 25 settembre | 29ª Pedavena-Croce d'Aune                      | Pedavena Veneto                 | Michele Camarlinghi - Osella FA30-Zytek |

## Classifica assoluta[18]
| Pos | Pilota                 | Vettura                | Gruppo-Classe  | PIE | ERI | NIS | VER | TEO | TRE | RIE | FAS | SIL | FAG | CAP | PED | Pts  |
| --- | ---------------------- | ---------------------- | -------------- | --- | --- | --- | --- | --- | --- | --- | --- | --- | --- | --- | --- | ---- |
| 1   | Simone Faggioli        | Osella FA30-Zytek      | E2M-3000       | -   | 16  | 8   | 16  | 16  | 16  | -   | 16  | -   | 16  | 8   | -   | 112  |
| 2   | Christian Merli        | Picchio P4/E2          | E2M-3000       | 16  | 6   | 6   | 10  | 11  | 10  | -   | 10  | -   | 11  | 14  | -   | 94   |
| 3   | Franco Cinelli         | Lola B99/50-Zytek      | E2M-3000       | 10  | 10  | 0,5 | 7   | -   | 12  | -   | -   | -   | 8   | 10  | 5   | 62,5 |
| 4   | Piero Nappi            | Osella FA30-Zytek      | E2M-3000       | 12  | -   | 4   | 12  | 11  | 0   | -   | 12  | -   | 11  | -   | -   | 62   |
| 5   | Samuele Mirko Cassibba | Tatuus Formula Masters | E2M-2000       | 5   | 4   | 3   | 5,5 | 4,5 | -   | -   | -   | 16  | 2   | 4,5 | 6   | 50,5 |
| 6   | Omar Magliona          | Osella PA21S-Honda     | CN-2000        | 7   | 3   | 0   | 3   | 3,5 | 6   | -   | 5,5 | 12  | 5   | 4   | -   | 49   |
| 7   | Vincenzo Conticelli    | Osella PA20S-BMW       | E2B-3000       | -   | -   | -   | 3,5 | 6   | -   | -   | 7   | -   | 4   | 3,5 | 12  | 36   |
| 8   | Fabrizio Pandolfi      | Alfa Romeo 155 V6 TI   | E1-Italia>3000 | 1   | 5,5 | 5   | 0,5 | 1   | 5   | 16  | 0   | -   | 0   | 1   | -   | 35   |
| 9   | Roberto Di Giuseppe    | Alfa Romeo 155 GTA     | E1-Italia>3000 | 1   | 3,5 | 0   | 0,5 | 0   | 4   | 12  | 1   | 8   | 1   | 0   | -   | 31   |
| 10  | Francesco Conticelli   | Osella PA21S-Honda     | CN-2000        | -   | -   | -   | 3   | 2,5 | -   | -   | 4   | -   | 4,5 | 6,5 | 9   | 29,5 |

## Classifiche di gruppo
Tra parentesi i punteggi scartati per eccesso di partecipazione (massimo 8 risultati utili, scartandone 2 nelle prime sei gare e 2 nelle seconde sei).

### Gr. E2-M[19]
| Pos | Pilota                 | Vettura                | Gruppo-Classe | PIE | ERI | NIS   | VER | TEO | TRE | RIE | FAS | SIL | FAG | CAP  | PED | Pts  |
| --- | ---------------------- | ---------------------- | ------------- | --- | --- | ----- | --- | --- | --- | --- | --- | --- | --- | ---- | --- | ---- |
| 1   | Simone Faggioli        | Osella FA30-Zytek      | E2M-3000      | -   | 15  | (7,5) | 15  | 15  | 15  | -   | 15  | -   | 15  | 7,5  | -   | 97,5 |
| 2   | Samuele Mirko Cassibba | Tatuus Formula Masters | E2M-2000      | 10  | 10  | (5)   | 9   | 10  | -   | -   | -   | 15  | 8   | 11   | 11  | 84   |
| 3   | Franco Cinelli         | Lola B99/50-Zytek      | E2M-3000      | 12  | 12  | (4)   | 9   | -   | 12  | -   | -   | -   | 10  | 13,5 | 6   | 74,5 |

### Gr. E2-B[20]
| Pos | Pilota              | Vettura                 | Gruppo-Classe | PIE | ERI | NIS   | VER  | TEO | TRE | RIE | FAS | SIL | FAG | CAP | PED | Pts |
| --- | ------------------- | ----------------------- | ------------- | --- | --- | ----- | ---- | --- | --- | --- | --- | --- | --- | --- | --- | --- |
| 1   | Christian Merli     | Picchio P4/E2           | E2M-3000      | 15  | 15  | (7,5) | (15) | 15  | 15  | -   | 15  | -   | 15  | 15  | -   | 105 |
| 2   | Giovanni Cassibba   | Osella PA20S / Wolf GB8 | E2B-3000      | 12  | -   | 5     | 10   | 8   | -   | -   | -   | 15  | 10  | 10  | 10  | 80  |
| 3   | Vincenzo Conticelli | Osella PA20S-BMW        | E2B-3000      | -   | -   | -     | 12   | 10  | -   | -   | 12  | -   | 12  | 10  | 15  | 71  |

### Gr. CN[21]
| Pos | Pilota               | Vettura            | Gruppo-Classe | PIE  | ERI | NIS | VER  | TEO  | TRE  | RIE | FAS  | SIL | FAG  | CAP  | PED | Pts  |
| --- | -------------------- | ------------------ | ------------- | ---- | --- | --- | ---- | ---- | ---- | --- | ---- | --- | ---- | ---- | --- | ---- |
| 1   | Omar Magliona        | Osella PA21S-Honda | CN-2000       | 13,5 | 15  | (0) | 13,5 | 12,5 | (12) | -   | 13,5 | 15  | 12,5 | 7,5  | -   | 103  |
| 2   | Francesco Conticelli | Osella PA21S-Honda | CN-2000       | -    | -   | -   | 12,5 | 11   | -    | -   | 10   | -   | 12   | 13,5 | 15  | 74   |
| 3   | Rosario Iaquinta     | Osella PA21S-Honda | CN-2000       | 13,5 | -   | 0   | -    | 13,5 | 15   | -   | 13,5 | 0   | -    | -    | -   | 55,5 |

### Gr. GT[22]
| Pos | Pilota          | Vettura              | Gruppo-Classe  | PIE | ERI | NIS   | VER | TEO | TRE | RIE | FAS | SIL | FAG | CAP | PED | Pts |
| --- | --------------- | -------------------- | -------------- | --- | --- | ----- | --- | --- | --- | --- | --- | --- | --- | --- | --- | --- |
| 1   | Leo Isolani     | Ferrari 575 GTC      | GT-GT1>3000    | 15  | -   | (7,5) | 15  | 15  | 12  | 15  | 15  | 15  | 15  | -   | -   | 117 |
| 2   | Antonio Forato  | Lamborghini Gallardo | GT-GT Cup>3000 | 8   | -   | -     | 12  | 11  | 15  | 12  | 12  | -   | -   | 15  | 15  | 100 |
| 3   | Francesco Abate | Lotus 2-Eleven       | GT-GT Cup>3000 | (7) | 12  | -     | 8   | 8   | 10  | (0) | 10  | -   | 11  | 12  | 12  | 83  |

### Gr. E1-SS (Superstars)[23]
| Pos | Pilota             | Vettura        | Gruppo-Classe | PIE | ERI | NIS | VER | TEO | TRE | RIE | FAS | SIL | FAG    | CAP | PED | Pts  |
| --- | ------------------ | -------------- | ------------- | --- | --- | --- | --- | --- | --- | --- | --- | --- | ------ | --- | --- | ---- |
| 1   | Piergiorgio Bedini | Audi RS6       | E1-SS>3000    | 17  | -   | -   | 17  | -   | -   | -   | -   | -   | 18     | 18  | 18  | 88   |
| 2   | Abramo Antonicelli | BMW M3 E92 GT2 | E1-SS>3000    | -   | -   | -   | -   | 12  | -   | 20  | 15  | -   | (11,5) | 13  | 13  | 73   |
| 3   | Paolo Ronconi      | BMW M5 V8 SS   | E1-SS>3000    | -   | -   | -   | -   | 16  | -   | 15  | -   | -   | 11,5   | -   | -   | 42,5 |

### Gr. E1-Italia[24]
| Pos | Pilota              | Vettura                       | Gruppo-Classe  | PIE  | ERI | NIS   | VER | TEO  | TRE | RIE | FAS  | SIL | FAG | CAP  | PED | Pts   |
| --- | ------------------- | ----------------------------- | -------------- | ---- | --- | ----- | --- | ---- | --- | --- | ---- | --- | --- | ---- | --- | ----- |
| 1   | Fulvio Giuliani     | Lancia Delta HF Integrale Evo | E1-Italia>3000 | 12,5 | 12  | (5)   | 15  | 12   | (6) | -   | 12,5 | 15  | 15  | 13,5 | -   | 107,5 |
| 2   | Roberto Di Giuseppe | Alfa Romeo 155 GTA            | E1-Italia>3000 | 13,5 | 10  | (2)   | 11  | (10) | 12  | 12  | 12   | 12  | 12  | (0)  | -   | 94,5  |
| 3   | Fabrizio Pandolfi   | Alfa Romeo 155 V6 TI          | E1-Italia>3000 | 11   | 15  | (7,5) | (9) | 15   | 15  | 15  | 0    | -   | 5   | 9    | -   | 85    |

### Gr. A[25]
| Pos | Pilota            | Vettura                    | Gruppo-Classe | PIE | ERI  | NIS   | VER | TEO | TRE | RIE  | FAS | SIL | FAG   | CAP | PED | Pts |
| --- | ----------------- | -------------------------- | ------------- | --- | ---- | ----- | --- | --- | --- | ---- | --- | --- | ----- | --- | --- | --- |
| 1   | Rudi Bicciato     | Mitsubishi Lancer Evo VI   | A>3000        | 15  | (15) | (7,5) | 15  | 15  | 15  | (15) | 15  | -   | 15    | 15  | 15  | 120 |
| 2   | Sandro Acunzo     | Mitsubishi Lancer Evo VIII | A>3000        | 12  | 12   | (3)   | 12  | 8   | (0) | 12   | 12  | 15  | (2,5) | 12  | -   | 95  |
| 3   | Gasperino Tinella | Peugeot 106 Rallye         | A-1600        | (2) | 8    | (2)   | 6,5 | 6,5 | 12  | (0)  | 4   | 8   | (0,5) | 8   | 6   | 59  |

### Gr. N[26]
| Pos | Pilota             | Vettura                  | Gruppo-Classe | PIE  | ERI   | NIS | VER  | TEO | TRE | RIE | FAS  | SIL | FAG | CAP  | PED | Pts   |
| --- | ------------------ | ------------------------ | ------------- | ---- | ----- | --- | ---- | --- | --- | --- | ---- | --- | --- | ---- | --- | ----- |
| 1   | Lino Vardanega     | Mitsubishi Lancer Evo X  | N>3000        | 12,5 | 15    | (6) | 13,5 | 15  | (0) | 12  | -    | 15  | 15  | 12,5 | NP  | 110,5 |
| 2   | Michele Buiatti    | Honda Civic Type R       | N-2000        | 9    | -     | -   | 10   | 6   | 12  | 10  | 13,5 | -   | 9   | 12,5 | (7) | 82    |
| 3   | Giovanni Del Prete | Mitsubishi Lancer Evo IX | N>3000        | 7,5  | (6,5) | 7,5 | 13,5 | 12  | -   | 0   | 13,5 | -   | 12  | -    | -   | 66    |

### Classifica pilotiRacing start(RS)[27]
| Pos | Pilota            | Vettura         | Gruppo-Classe | PIE | ERI | NIS | VER | TEO | TRE | RIE | FAS | SIL | FAG | CAP  | PED | Pts |
| --- | ----------------- | --------------- | ------------- | --- | --- | --- | --- | --- | --- | --- | --- | --- | --- | ---- | --- | --- |
| 1   | Paolo Mancini     | Renault Clio RS | RS4-2000      | -   | 15  | -   | 15  | 15  | 15  | 15  | -   | 15  | 15  | (12) | 15  | 120 |
| 2   | Andrea Marchesani | Fiat 500        | RS2-1400      | -   | -   | -   | -   | 10  | 10  | 12  | 12  | 12  | 10  | -    | -   | 66  |
| 3   | Elena Croce       | Renault Clio RS | RS4-2000      | -   | -   | -   | 11  | 12  | 12  | -   | -   | -   | 12  | -    | 12  | 59  |